# Tom Walter

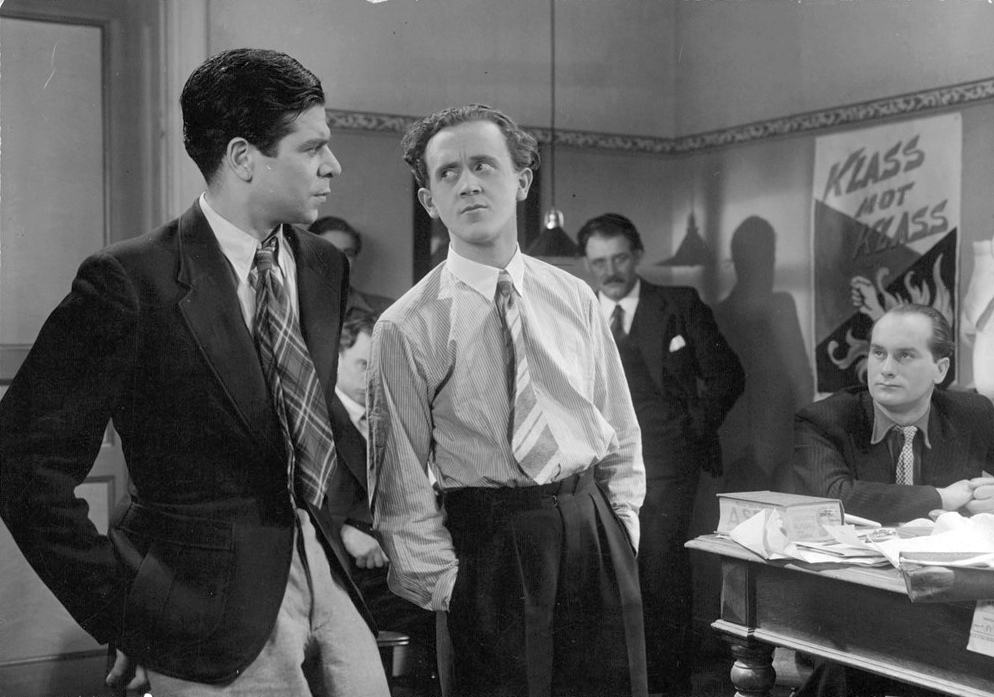
Walter till vänster i Ryska snuvan

August Daniel Tom Walter, född 27 mars 1907 i Danderyd, död 24 november 1953 i Bromma, var en svensk skådespelare.
Walter studerade vid Dramatens elevskola 1926–1928.
Han var från 1935 gift med skådespelaren Maud Björck. De är begravda på Djursholms begravningsplats.

## Filmografi i urval
- 1923 – Mälarpirater
- 1924 – Gösta Berlings saga
- 1924 – Där fyren blinkar
- 1925 – Damen med kameliorna
- 1926 – Hon, den enda
- 1927 – Hin och smålänningen
- 1928 – Synd
- 1928 – Parisiskor
- 1930 – Fridas visor
- 1931 – En natt
- 1931 – Hans Majestät får vänta
- 1932 – Vi som går köksvägen
- 1932 – Landskamp
- 1934 – Marodörer
- 1934 – Atlantäventyret
- 1935 – Munkbrogreven
- 1937 – Konflikt
- 1937 – Ryska snuvan
- 1938 – Baldevins bröllop
- 1938 – Pengar från skyn
- 1940 – Västkustens hjältar
- 1940 – Hjältar i gult och blått
- 1941 – En kvinna ombord
- 1942 – Halta Lottas krog
- 1943 – Aktören
- 1945 – Brott och Straff
- 1945 – Svarta rosor
- 1945 – I som här inträden
- 1947 – Tösen från Stormyrtorpet
- 1947 – Folket i Simlångsdalen
- 1948 – Lappblod
- 1949 – Lång-Lasse i Delsbo
- 1949 – Gatan
- 1950 – Två trappor över gården
- 1950 – Rågens rike
- 1950 – Anderssonskans Kalle
- 1951 – Starkare än lagen
- 1951 – Det var en gång en sjöman
- 1951 – Spöke på semester
- 1953 – Vägen till Klockrike
- 1954 – Förtrollad vandring

## Teater

### Roller
| År   | Roll                    | Produktion                                                               | Regi          | Teater                        |
| ---- | ----------------------- | ------------------------------------------------------------------------ | ------------- | ----------------------------- |
| 1928 | Arbetare Poliskonstapel | Hoppla, vi lever! Ernst Toller                                           | Per Lindberg  | Dramaten                      |
| 1930 | En dräng                | Henrik VIII William Shakespeare                                          | Thomas Warner | Oscarsteatern                 |
| 1934 | Mannen i sportmössan    | En hederlig man Sigfrid Siwertz                                          | Alf Sjöberg   | Dramaten                      |
| 1937 | Poliskommissarien       | Timmen H Pierre Chaine                                                   | Ernst Eklund  | Komediteatern                 |
| 1937 | Gustav Ubåtsmatrosen    | Vår ära och vår makt Nordahl Grieg                                       | Alf Sjöberg   | Dramaten                      |
| 1938 |                         | Tolvskillingsoperan (Die Dreigroschenoper) Bertolt Brecht och Kurt Weill | Ernst Eklund  | Oscarsteatern                 |
| 1939 | Krigsinvaliden          | Nederlaget Nordahl Grieg                                                 | Svend Gade    | Dramaten                      |
| 1941 | Solvallakungen          | Solvallakungen Ernst Berge                                               | Sigge Fürst   | Vanadislundens friluftsteater |

## Radioteater

### Roller
| År   | Roll         | Produktion        | Regi          |
| ---- | ------------ | ----------------- | ------------- |
| 1946 | Inspicienten | Teater Guy Bolton | Rune Carlsten |

### Fotnoter
1. 1 2  ”Tom Walter”. Svensk Filmdatabas. http://www.sfi.se/sv/svensk-filmdatabas/Item/?type=PERSON&itemid=58504&ref=%2ftemplates%2fSwedishFilmSearchResult.aspx%3fid%3d1225%26epslanguage%3dsv%26searchword%3dtom+walter%26type%3dPerson%26match%3dBegin%26page%3d1%26prom%3dFalse. Läst 21 augusti 2012.
2. ↑  FinnGraven
3. ↑  ”Teater, Musik och Film: Rollistan till 'Henrik VIII'”. Dagens Nyheter. 6 mars 1930. http://arkivet.dn.se/arkivet/tidning/1930-03-06/63/11. Läst 11 maj 2016.
4. ↑  ”Timmen H”. Musikverket. http://calmview.musikverk.se/CalmView/Record.aspx?src=CalmView.Performance&id=PERF24831&pos=29. Läst 13 maj 2016.
5. ↑  ”Teater Musik Film”. Dagens Nyheter:  s. 15. 7 oktober 1938. https://arkivet.dn.se/tidning/1938-10-07/272/15. Läst 3 januari 2025.
6. ↑  Jerome (8 juni 1941). ”Vanadislunden: 'Solvallakungen'”. Dagens Nyheter:  s. 5. http://arkivet.dn.se/arkivet/tidning/1941-06-08/152/10. Läst 30 januari 2016.
7. ↑  ”Radioprogrammet”. Dagens Nyheter:  s. 34. 17 februari 1946. http://arkivet.dn.se/arkivet/tidning/1946-02-17/47/32. Läst 31 januari 2016.